# Big Mink Lake
Big Mink Lake är en sjö i Kanada.   Den ligger i countyt Hastings County och provinsen Ontario, i den sydöstra delen av landet, 190 km väster om huvudstaden Ottawa. Big Mink Lake ligger 405 meter över havet.
I omgivningarna runt Big Mink Lake växer i huvudsak blandskog. Trakten runt Big Mink Lake är nära nog obefolkad, med mindre än två invånare per kvadratkilometer.